# Скарлетт (кошка)
Ска́рлетт (англ. Scarlett; 1995 — 11 октября 2008) — бывшая бездомная кошка из Бруклина, прославившаяся самоотверженностью при спасении собственных котят при пожаре.

## Детство
Дата рождения, а также родители кошки неизвестны. Предположительно она родилась в июне или июле 1995 года. Однако дата является лишь предположительной и основывается на приближенной оценке жизненного цикла бездомной кошки: половой зрелости кошки достигают примерно в 6 месяцев, беременность длится 2 месяца. Учитывая, что её котята при обнаружении были примерно месячного возраста, и предполагая, что это был первый помёт кошки, можно сделать вывод, что свой подвиг она совершала в весьма юном для кошки возрасте в 9 месяцев, так как кошки в возрасте до 1 года считаются котятами.

## Пожар
30 марта 1996 года в одном из заброшенных гаражей в Бруклине начался пожар. Пожарные, прибыв на место, быстро справились с огнём. В процессе тушения пожарный Дэвид Джаннелли (англ. David Giannelli) увидел кошку, которая вытаскивала из горящего гаража котят одного за другим. Сама кошка при этом уже сильно пострадала от огня: были сильно обожжены уши и лапы, опалена морда, сгорела почти вся шерсть, глаза были закрыты волдырями. После того как она вытащила пятерых котят в безопасное место, она ткнулась в каждого из них носом и потеряла сознание.

## Спасение
Пожарный доставил обожжённую кошку с котятами в ветеринарную клинику Лиги защиты животных Северного Побережья (North Shore Animal League) в Нью-Йорке, где им была оказана немедленная медицинская помощь. Однако самый слабый из котят, белого окраса, умер спустя месяц после пожара.
Самой кошке, которой дали имя Скарлетт, на реабилитацию потребовалось три месяца, однако не все функции организма были восстановлены. Так, специальную лечебную мазь для глаз ей необходимо было наносить трижды в день.

## Общественный резонанс
История о героической матери-кошке, спасшей своих котят, привлекла обширное внимание СМИ. Звонки с предложениями помощи приходили из Японии, Нидерландов и Южной Африки. Американцы слали кошке поздравления на День матери. Клиника получила около 7000 писем от желающих приютить Скарлетт и её котят.
Было принято решение разделить котят на две пары, каждая из которых нашла новую семью в Лонг-Айленде. Кошку же взяла к себе в дом Карен Уэллен, которая сообщила в письме, что потеряла кошку вскоре после того, как сама пострадала в автомобильной аварии, и теперь хотела бы принять в дом такое животное, которое требует постоянной заботы, лечения и внимания.
После обретения хозяйки кошка по-прежнему оставалась в центре внимания, привлекая внимание средств массовой информации как регионального, так и международного масштаба, в том числе CNN и Опры Уинфри. Она была героиней многочисленных книг и статей, побывала в эфире канала Animal Planet.
Скарлетт была награждена за храбрость британским Королевским обществом по предотвращению жестокого обращения с животными.

## Смерть
Кошка скончалась 11 октября 2008 года на руках у хозяйки. К концу жизни она была тяжело больна, ей требовался постоянный уход из-за болезней, от которых она страдала в результате полученных ожогов. Причиной смерти стали множественные заболевания: у неё диагностировали шумы в сердце, лимфому, почечную недостаточность и другие болезни.

## Scarlett Award
Общество «North Shore Animal League» учредило награду, названную в честь кошки: «Премия Скарлетт за героизм у животных». (англ. Scarlett Award for Animal Heroism). Награда присуждается животным, совершившим героические поступки вне зависимости от того, на благо людей или других животных.